# HD 45380
HD 45380，又名BD-07 1429，SAO 133263、HR 2328，是一颗恒星，视星等为6.27，位于銀經216.86，銀緯-8.89，其B1900.0坐标为赤經6h 21m 54.9s，赤緯-7° -8.89′ 8″。